# Myurella pertusa
Myurella pertusa é uma espécie de gastrópode do gênero Myurella, pertencente a família Terebridae.